# Styrax argenteus
Styrax argenteus es una especie que pertenece a la familia Styracaceae, algunos de sus nombres comunes son: capulín, chicamay, chilacuate, estoraque, hoja de jabón, changungo, chilacuate, uraznillo, jaboncillo, kuat’anu (lengua purépecha), mamuyo y tepamu (lengua purépecha).

## Clasificación y descripción
Arbustos o árboles de (3) 6 a 12 hasta 20 m de alto; el diámetro del tronco va de (10) 25 a 30 (40) cm, corteza es de color pardo-grisácea, algo escamosa, las ramificación irregular, la copa de esta especie tiene una forma subpiramidal a irregularmente extendida; las hojas presentan peciolo, la forma de la láminas es elíptica a lanceolada, mide de 5 a 16 (22) cm de largo por 2 a 7 (12) cm de ancho, ápice agudo a obtuso, base cuneada a redondeada, a veces oblicua, enteras, a veces con el margen ligeramente revoluto, subcoriáceas, con el envés y pecíolos pubescentes o tomentosos; inflorescencias en racimos (excepto de Styrax argenteus var. parvifolius donde son cimas) axilares o terminales; cáliz membranáceo, con forma de campana con los lóbulos apenas conspicuos; corola (pétalos) de 8 a 17 mm de largo, blanquecina a veces con ligeros tintes rosados, lóbulos linear-oblongos, carnosos, con el ápice agudo, dorsalmente pubérula o pubescente con pelos estrellados; estambres unidos en la base, pubescentes, los filamentos generalmente muy cortos; ovario casi totalmente súpero, estilo glabro o pubérulo en la base, estigma ligeramente lobado a truncado; los fruto inmaduros son de color verde claro, aterciopelados, de aproximadamente 1-15 cm de largo con un diámetro máximo de 0.5-0.8 cm generalmente con 1 semilla.

## Distribución y ambiente
Bosques tropicales de latifoliadas, bosques tropicales caducifolios, bosques de pino-encino, bosques húmedos premontanos. 100-1700 m. México (Durango, Jalisco, Nayarit, Colima, Michoacán, Estado de México, Morelia, Querétaro, Guerrero, Oaxaca, Chiapas); Guatemala; Belice; Honduras; El Salvador; Nicaragua; Costa Rica; Panamá.

## Usos
La resina producida en los troncos se emplea como incienso, y la corteza se ha utilizado como estupefaciente para peces.